# Athenia (Schiff, 1923)
Die Athenia (II) war ein 1923 in Dienst gestelltes Passagierschiff der Donaldson Atlantic Line aus Glasgow, das im Passagier- und Postverkehr zwischen Großbritannien und Kanada eingesetzt wurde. Sie wurde am 3. September 1939 etwa 60 Seemeilen südlich des Rockall-Felsens von einem deutschen U-Boot torpediert und sank am folgenden Tag. Sie war das erste unter britischer Flagge fahrende Schiff, das im Zweiten Weltkrieg von einem deutschen U-Boot versenkt wurde. 112 Passagiere und Besatzungsmitglieder kamen ums Leben.

## Passagierschiff

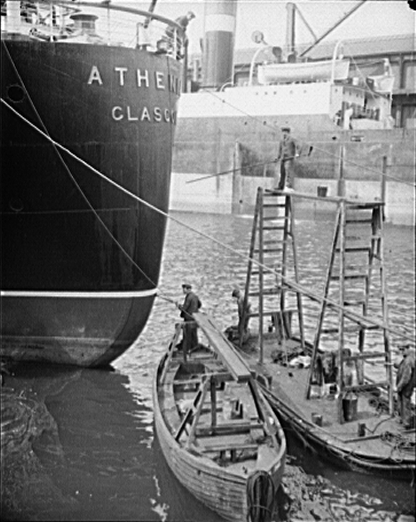
Am Heck wird neue Farbe aufgetragen, 1937

Das 13.465 BRT große Dampfturbinenschiff Athenia wurde auf der Werft Fairfield Shipbuilding and Engineering Company in Govan bei Glasgow gebaut. Sie war das baugleiche Schwesterschiff der Letitia (13.475 BRT), die zwei Jahre später bei der gleichen Werft vom Stapel lief. Beide Schiffe waren 163 Meter lang, 20 m breit und hatten je einen Schornstein, zwei Masten und zwei Propeller. Sie waren die beiden größten Schiffe, die Anchor-Donaldson (ein Gemeinschaftsunternehmen der Reedereien Anchor Line und Donaldson Brothers) je in Dienst stellte. Die Athenia war das zweite Schiff der Reederei, das diesen Namen trug. Die erste Athenia war 1904 in Dienst gestellt und am 16. August 1917 nördlich von Inishtrahull Island von einem deutschen U-Boot versenkt worden, wobei es 15 Tote gegeben hatte. Bereedert wurde das Schiff durch die Donaldson Line.
Die zweite Athenia wurde von sechs Dampfturbinen nach dem System von Brown-Curtiss angetrieben, die eine Leistung von 9000 Wellen-PS (WPS) hatten und eine Höchstgeschwindigkeit von 15 Knoten ermöglichten. Sie hatte zwei Doppelender- und drei Einender-Kessel. Die Passagierunterkünfte waren für 516 Reisende der Kabinenklasse und 1000 in der Dritten Klasse ausgelegt. Wie bei der Letitia waren der Rumpf schwarz und die Decksaufbauten weiß gestrichen. Das Schiff lief am 28. Januar 1922 vom Stapel und legte am 19. April 1923 in Glasgow zu seiner Jungfernfahrt über Liverpool nach Quebec und Montreal ab.
Die Athenia fuhr fortan zusammen mit der Letitia in den Sommermonaten von Liverpool nach Quebec und Montreal und in der Wintersaison, wenn der Sankt-Lorenz-Strom zugefroren war, nach Halifax und Saint John. Dies war ein Joint Venture in Zusammenarbeit mit der Cunard Line. Im Jahr 1927 wurde das Schiff modernisiert und den sich ändernden Bedingungen angepasst. Es wurden die neuen Preisklassen Cabin Class, Tourist Class und Third Class eingeführt. Die Athenia war mit 26 hölzernen Rettungsbooten mit insgesamt 1828 Plätzen ausgestattet, 13 auf jeder Seite. Hinzu kamen 21 faltbare Rettungsinseln mit weiteren 462 Plätzen sowie 1.600 Schwimmwesten. Im Jahr 1936 wurde das Schiff von der Reederei Anchor-Donaldson auf die Donaldson Atlantic Line übertragen.

## Versenkung
Am Freitag, dem 1. September 1939, legte die Athenia unter dem Kommando von Kapitän James Cook gegen 12.00 Uhr mittags in Glasgow zu ihrer letzten Fahrt in Friedenszeiten ab. Am Vormittag des 2. September lief sie in Liverpool ein und nahm dort weitere Passagiere auf. Um 16.30 Uhr wurden mit dreieinhalb Stunden Verspätung die Leinen gelöst. Die Athenia verließ Liverpool ohne Geleitschutz. Ziel war wieder Quebec und Montreal.
An Bord befanden sich 315 Besatzungsmitglieder und 1.102 Passagiere. Wegen einer Sondergenehmigung durfte das Schiff 200 Personen mehr aufnehmen, als offiziell zugelassen waren. Der drohende Kriegszustand hatte in Großbritannien einen Ansturm auf die Ticketbüros der Reedereien ausgelöst. Tausende von Menschen flohen aus Europa, darunter ausländische Touristen und Studenten, US-amerikanische Geschäftsleute und vom NS-Regime Verfolgte. Auf der Athenia befanden sich größtenteils Kanadier und US-Amerikaner, aber auch 77 Polen und 39 hauptsächlich jüdische Reisende aus Deutschland und dem annektierten Österreich.

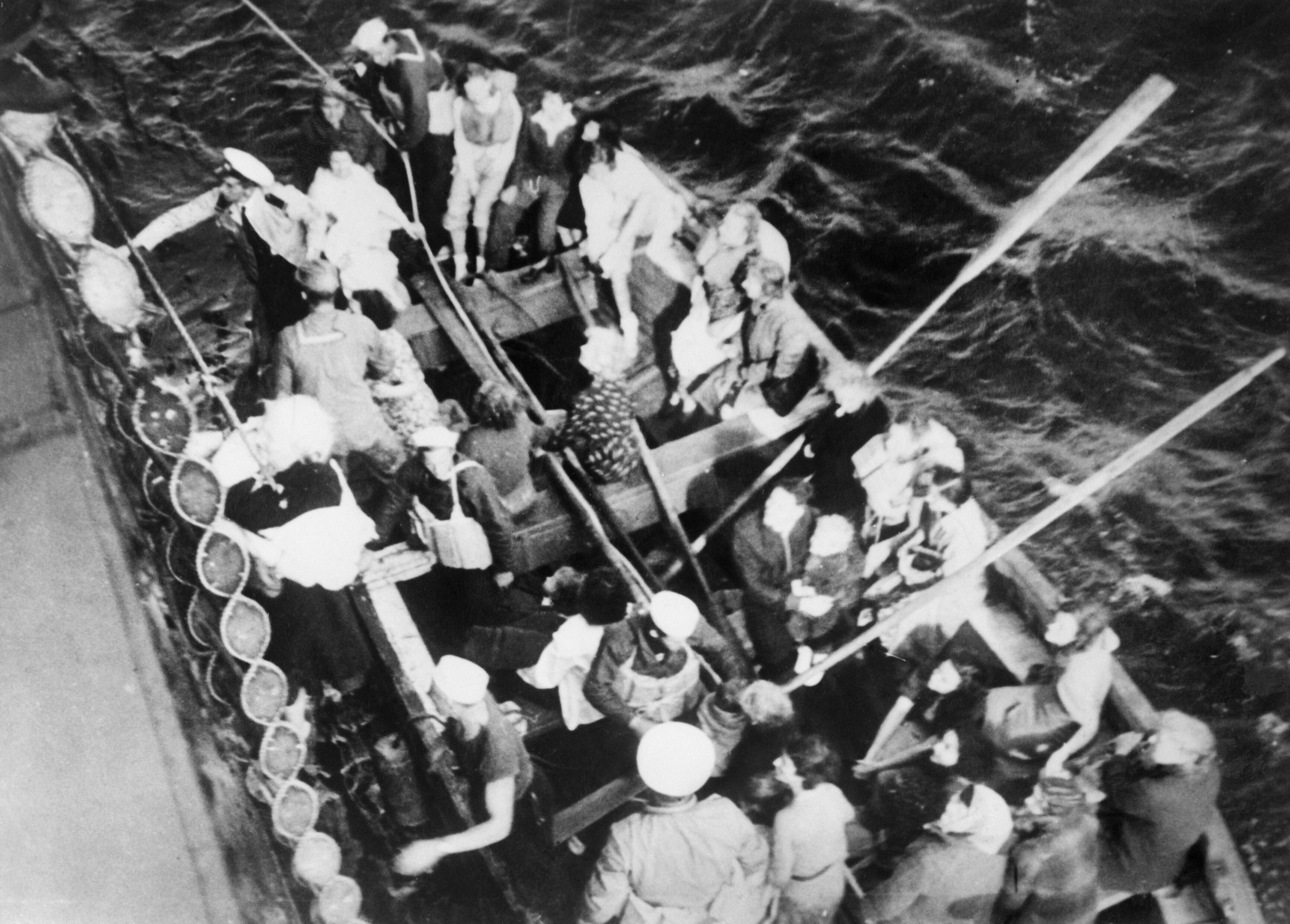
Ein Rettungsboot der Athenia neben der City of Flint

In den frühen Morgenstunden des 3. September 1939 passierte der Dampfer die Insel Inishtrahull an der Nordküste Irlands. Am Nachmittag desselben Tages entdeckte der Kommandant des deutschen U-Boots U 30, Oberleutnant Fritz-Julius Lemp, das im Zickzackkurs fahrende Schiff. Nach eigenen Aussagen hatte er Schwierigkeiten, das Schiff eindeutig zu erkennen. Zudem war kurz vorher ein Befehl vom Oberkommando der Kriegsmarine empfangen worden, der vor bewaffneten Handelsschiffen („Armed Merchant Cruisers“) warnte. Ohne sich Gewissheit zu verschaffen, betrachtete Lemp die Athenia als einen Truppentransporter und schoss um 19:40 Uhr auf das nunmehr abgeblendet fahrende Schiff drei Torpedos, von denen einer das Ziel im Achterschiff traf.
Als U 30 eine halbe Stunde später auftauchte, bemerkte Lemp anhand der Notrufe der Athenia, dass er ein unbewaffnetes Passagierschiff torpediert hatte. Lemp erkannte seinen Fehler, lief sofort von der Unglücksstelle ab, ohne Hilfe zu leisten, und setzte auch keinen Funkspruch ab. Er ließ „seine Männer schwören, nichts über den Angriff zu sagen, zu niemandem. Nicht einmal durch Mimik oder Gestik dürfen sie etwas verraten, sollten sie je den Namen Athenia hören.“ Erst nach seiner Rückkehr meldete er die Versenkung der Athenia.
Die Athenia sank gegen 10:40 Uhr am folgenden Morgen. 112 Menschen (27 Männer, 69 Frauen und 16 Kinder) kamen durch die Versenkung ums Leben, meist Briten und Kanadier, aber auch vier deutsche und 28 amerikanische Staatsangehörige. Die meisten Toten waren durch die Explosion nach dem Torpedoeinschlag und durch mehrere verunglückte Rettungsboote zu beklagen. Andere starben kurze Zeit später an Erschöpfung oder erlagen ihren Verletzungen. An der Rettung der Schiffbrüchigen beteiligten sich der norwegische Tanker Knute Nelson, der amerikanische Frachter City of Flint, der britische Zerstörer Escort und die Yacht des schwedischen Millionärs Axel Wenner-Gren, die Southern Cross.
Aus Furcht vor einer Wiederholung der Ereignisse um die Lusitania im Ersten Weltkrieg und den späteren Kriegseintritt der Vereinigten Staaten wurde die Versenkung vom Oberkommando der Kriegsmarine, die den Zwischenfall bis dahin geleugnet hatte, weiterhin geheim gehalten, da sich unter den Opfern der Athenia auch amerikanische Passagiere befanden. Lemp musste auf Befehl von Karl Dönitz die Seite des 3. September aus dem Kriegstagebuch von U 30 entfernen und eine neue einfügen, auf der eine Position 200 Seemeilen weiter westlich eingetragen wurde.

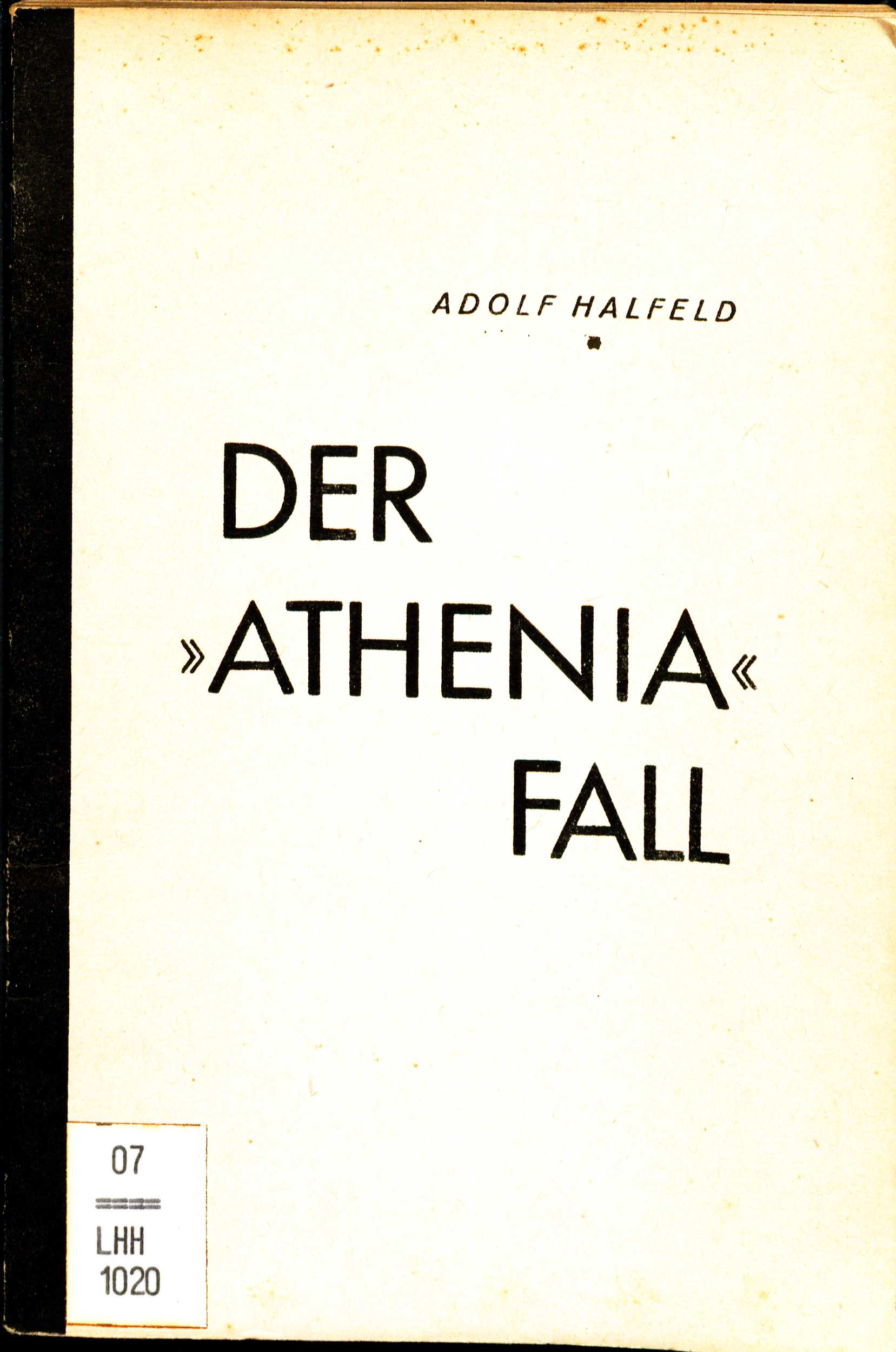
Deutsche Propagandaschrift (1939, 1940)

Propagandaminister Joseph Goebbels schob die Versenkung den Engländern in die Schuhe und behauptete, es habe sich um eine „Provokation“ gehandelt. Das Reichsaußenministerium beauftragte den vormaligen USA- und Englandkorrespondenten Adolf Halfeld mit der Abfassung einer Broschüre, die 1939 in den Sprachen der deutschen Verbündeten Italien und Japan sowie auf Französisch, Englisch, Dänisch, Norwegisch und Schwedisch erschien. Halfeld zitierte darin „Großadmiral Dr. h. c. Raeder“, dass das der Untergangsstelle zunächst stehende U-Boot zur Zeit des Unterganges der Athenia 170 Seemeilen von der Untergangsstelle entfernt stand. Halfeld behauptete in seinem Pamphlet, der Untergang sei von Winston Churchill veranlasst worden.
Erst als ein 1940 in Kriegsgefangenschaft geratenes Mitglied der U-Boot-Besatzung nach dem Ende des Krieges zum Fall aussagte, kam die Wahrheit ans Licht. Der Athenia-Fall war auch Teil der Anklage gegen Erich Raeder und Karl Dönitz im Nürnberger Prozess gegen die Hauptkriegsverbrecher.

## Passagiere
Während der letzten Fahrt befanden sich unter anderen folgende Personen an Bord des Schiffs:
- Judith Evelyn, US-amerikanische Bühnen- und Filmschauspielerin (Das Fenster zum Hof, 1954) (überlebte)
- Andrew Allan, kanadischer Rundfunkpionier und Chef des CBC-Radio-Programms, Verlobter von Judith Evelyn (überlebte)
- Rudolf Altschul, deutsch-tschechischer Arzt, Anatom und Psychiater, mit Ehefrau Anna (beide überlebten)
- Barbara Cass-Beggs, britisch-kanadische Musikwissenschaftlerin, Lehrerin und Autorin, später Vizepräsidentin der Canadian Society for Traditional Music (überlebte)
- James Alexander Goodson, amerikanisches Fliegerass (United States Army Air Forces); Träger des Purple Heart und des Distinguished Flying Cross (überlebte)
- Frederick H. Blair, kanadischer Organist, Chordirigent, Pianist und Musikpädagoge (kam ums Leben)
- Richard Stuart Lake, ehemaliger Vizegouverneur der Provinz Saskatchewan, mit Ehefrau Dorothy (beide überlebten)
- John H. Lawrence, US-amerikanischer Physiker und Nuklearmediziner (überlebte)
- Nicola Lubitsch, zehn Monate alte Tochter von Hollywood-Regisseur Ernst Lubitsch, mit Kindermädchen Consuela Strohmeier (beide überlebten)
- Charles Stork, US-amerikanischer Schriftsteller, Poet und Übersetzer (Day Dreams of Greece); Schwiegersohn von Franz Xaver von Pausinger (überlebte)
- Bill Gadsby, späterer kanadischer Eishockeyspieler und -trainer (überlebte)
- Margaretta Armstrong Drexel, Enkelin von Anthony Joseph Drexel und Urgroßmutter von Daniel Finch-Hatton, 17. Earl of Winchilsea (überlebte)
- James Thornton Mustard, Vater des Herzchirurgen William Thornton Mustard (kam ums Leben)
- Pax Walker, britische Schauspielerin (Auf ewig und drei Tage, 1943) (überlebte) (Tochter von Winifred Walker)
- Winifred Walker, preisgekrönte britische Malerin und Artist in Residence der Royal Horticultural Society (überlebte) (Mutter von Pax Walker)
- Edward T. Wilkes, Autor mehrerer Bücher über Pädiatrie, Gründer der Pediatrics Society of New York und Mitbegründer der West Queens Guidance Clinic for Mental Health Care of Children (überlebte)
- Lulu Sweigard, Forscherin auf dem Gebiet der Körperhaltung, Autorin (Human Movement Potential: It's Ideokinetic Facilitation) (überlebte)
- Thomas Messer, tschechisch-amerikanischer Museumsleiter (überlebte)
- Hildegard Ehrlich, Jahrgang 1922, reiste ihrem aus Wien geflohenen Vater Otto Ehrlich nach und starb

## Ähnliche Fälle
Weitere britische Passagierschiffe, die im Zweiten Weltkrieg von deutschen U-Booten versenkt wurden:
- City of Benares, 1940
- Oropesa, 1941
- City of Cairo, 1942
- Ceramic, 1942